# Guldbaggegalan 1975
Den elfte Guldbaggegalan, som belönade svenska filmer från 1974 och 1975, hölls den 13 oktober 1975.

## Vinnare
| Högsta kvalitetspoäng                                                   | Bästa regi                              |
| ----------------------------------------------------------------------- | --------------------------------------- |
| - Det sista äventyret (2,61)                                            | - Hans Alfredson – Ägget är löst!       |
| Bästa skådespelerska                                                    | Bästa skådespelare                      |
| - Lis Nilheim – Maria                                                   | - Göran Stangertz – Det sista äventyret |
| Juryns specialbagge                                                     |                                         |
| - Per Åhlin – Dunderklumpen! (för "hans djupt självständiga" animation) |                                         |